# The Deemster
The Deemster er en amerikansk stumfilm fra 1917 af Howell Hansel.

## Medvirkende
- Derwent Hall Caine som Daniel Mylrea
- Marian Swayne som Mona
- Sidney Bracey
- Albert Froom som Deemster
- K. Barnes Clarendon som Ewan